# Dipartimento di Alberdi
Alberdi è un dipartimento argentino, situato nella parte centro-nord della provincia di Santiago del Estero, con capoluogo Campo Gallo.
Esso confina a nord con il Copo, a est con la provincia del Chaco; a sud con i dipartimenti di Moreno e Figueroa; e a ovest con i dipartimenti di Pellegrini e Jiménez.
Secondo il censimento del 2001, su un territorio di 13.507 km², la popolazione ammontava a 15.617 abitanti.
Unico municipio del dipartimento è:
- Campo Gallo

Le “comisiones municipales” sono:
- Donadeu
- Sacháyoj
- Santos Lugares